# Kolumbia
Kolumbia (hiszp. Colombia), Republika Kolumbii (República de Colombia) – państwo w północno-zachodniej części Ameryki Południowej. Jest czwartym pod względem powierzchni państwem na tym kontynencie (1 138 910 km²), a drugim pod względem liczby ludności (49 588 357 osób; szac. 2024).
Kraj położony jest nad Oceanem Spokojnym na zachodzie i Morzem Karaibskim (Ocean Atlantycki) na północy, które rozdzielone są przez Przesmyk Panamski. Cechuje się zróżnicowanym krajobrazem – w części zachodniej północna część Andów, których trzy główne pasma (Kordyliera Zachodnia, Środkowa i Wschodnia) rozdzielone są wielkimi dolinami rzek Magdalena i Cauca. W części wschodniej – rozległe równiny, zajęte w części południowej przez amazoński las deszczowy, a w północnej – sawannę (formację llanos); wzdłuż wybrzeży – niziny. Przez południową część kraju przebiega równik. Przeważa tu klimat tropikalny, łagodniejszy klimat występuje jednak w górzysto-wyżynnym regionie andyjskim.
Kolumbia jest republiką z systemem prezydenckim, ze względnie stabilnym systemem demokratycznym. Ludność rozmieszczona jest głównie w środkowo-zachodniej części kraju, w regionie andyjskim, gdzie znajdują się trzy największe aglomeracje kraju – Bogota (stolica), Medellín i Cali, oraz na północy (m.in. Barranquilla, Cartagena de Indias). Gospodarka Kolumbii jest trzecią co do wielkości w Ameryce Południowej z PKB realnym na poziomie 978 mld USD (2023). PKB realne per capita w wysokości 18 800 USD (2023) jest przeciętne na tle innych państw Ameryki Południowej. Poziom nierówności ekonomicznych jest jednym z najwyższych na świecie; poniżej progu ubóstwa znajduje się niemal 37% społeczeństwa (2022). Walutą jest peso kolumbijskie.
Niemal 88% populacji kraju stanowią Metysi oraz ludzie biali (głównie hiszpańskiego pochodzenia), 7% – osoby pochodzenia afrykańskiego (w tym Mulaci), a około 4% rdzenni Amerykanie (2018). Hiszpański ma status języka urzędowego, jest językiem ojczystym dla 99% populacji. Chrześcijanie stanowią nieco ponad 80% społeczeństwa, z czego 3/4 należy do kościoła katolickiego (2023).
Obszar Kolumbii, nazwanej na cześć Krzysztofa Kolumba, został skolonizowany przez Hiszpanów w pierwszej połowie XVI wieku. Uprzednio zamieszkiwał tu m.in. lud Czibcza. Pierwotnie część hiszpańskiego Wicekrólestwa Peru, w 1717 roku Kolumbia stała się częścią Wicekrólestwa Nowej Granady ze stolicą w Bogocie. Kraj uzyskał niepodległość w 1810 roku (Zjednoczone Prowincje Nowej Granady), wkrótce został jednak ponownie podbity przez wojska hiszpańskie. W wyniku walk narodowowyzwoleńczych pod przywództwem Simóna Bolívara w 1819 roku proklamowana została federacja Wielkiej Kolumbii, obejmująca także tereny współczesnej Wenezueli, Ekwadoru i Panamy. W 1830 roku nastąpił jej rozpad, powstała wówczas Nowa Granada, od 1863 roku – Kolumbia. Panama pozostawała częścią Kolumbii do 1903 roku. Począwszy od lat 60. XX wieku w kraju  przez wiele dekad toczył się konflikt zbrojny między siłami rządowymi a lewicowymi grupami partyzanckimi (w szczególoności FARC, ELN, M-19) oraz kartelami narkotykowymi (kraj jest największym producentem kokainy). Deeskalacja konfliktu nastąpiła w 2016 roku, kiedy to zawarto porozumienie pokojowe z grupą FARC.

## Geografia

Mapa topograficzna terytorium kolumbijskiego

Kolumbia jest położona w północno-zachodniej części Ameryki Południowej, zajmuje powierzchnię lądową 1 141 748 km² i powierzchnię morską 928 660 km². Terytorium Kolumbii rozciąga się od Morza Karaibskiego po Pacyfik, zajmuje spory fragment puszczy amazońskiej. Osią państwa jest łańcuch Andów.
Kolumbia jest jedynym państwem południowoamerykańskim o dwóch odrębnych liniach brzegowych. Dzieli się administracyjnie na regiony i departamenty.
Andy, które przecinają kontynent od południa (Patagonia) i biegną dalej jego zachodnim skrajem, kończą się w Kolumbii. Dzielą się tam na: Kordylierę Zachodnią, Kordylierę Środkową i Kordylierę Wschodnią.
Ten podział Andów kolumbijskich zaczyna się w Nudo de los Pastos i w Nudo de Almaguer lub Masywie Kolumbijskim.
Masyw Kolumbijski jest znany również pod nazwą Estrella Fluvial de Colombia (Rzeczna Gwiazda Kolumbii), dlatego że mają tu źródła rzeki, które uchodzą do Pacyfiku (Patía), Morza Karaibskiego (Cauca i Magdalena) i Amazonki (Caquetá).
- Kordyliera Wschodnia dzieli się z kolei w pobliżu granicy z Wenezuelą na dwa pasma: Serranía de los Motilones(inne języki), która wyznacza granicę z Wenezuelą pomiędzy kolumbijskimi departamentami El Cesar i Guajira i wenezuelskim stanem Zulia i Cordillera de Mérida, która biegnie dalej przez terytorium wenezuelskie.

W tej Kordylierze znajduje się Altiplano Cundiboyacense z wysokościami przekraczającymi 2500 m n.p.m. i naturalną przestrzenią miast Bogota i Tunja. Obszar ten był terytorium najważniejszej Konfederacji Plemion Ameryki Południowej – Czibczów.
- Kordyliera Środkowa oddziela dwie największe doliny Kolumbii: Dolinę Cauki i Dolinę Magdaleny. W tej kordylierze znajdują się także obszary wiecznych śniegów i lodowce górskie na stokach wulkanów Nevado del Ruiz, Nevado Santa Isabel(inne języki) i Nevado del Tolima.
- Kordyliera Zachodnia zatrzymuje masy powietrza znad Oceanu Spokojnego.

Trzy kordyliery wraz z dolinami andyjskimi tworzą kolumbijski Region Andyjski i skupiają największą część ludności Kolumbii.
Najwyższymi szczytami Kolumbii są bliźniacze Pico Colón i Pico Bolívar (5775 m n.p.m.)
Kolumbia graniczy z następującymi pięcioma państwami:
- Wenezuela (długość granicy to 2050 km)
- Brazylia (1643 km)
- Peru (1496 km)
- Ekwador (590 km)
- Panama (225 km).

Łączna długość granicy to 6004 km.
Długość wybrzeża: 3208 km (Morze Karaibskie 1760 km, Ocean Spokojny 1448 km)

Do Kolumbii należą wyspy:
- na Morzu Karaibskim
  - San Andrés
  - Providencia
  - Serrana
  - Roncador
- na Oceanie Spokojnym
  - Gorgona(inne języki)
  - Gorgonilla
  - Malpelo

Najniższy punkt: Ocean Spokojny 0 m.
Najwyższy punkt: Cristóbal Colón 5775 m n.p.m. (tę samą wysokość ma pobliski Simón Bolívar).
Najważniejsze rzeki Kolumbii: Magdalena (1540 km) z dopływem Cauca (906 km) oraz lewe dopływy Orinoko – Meta (993 km) i Guaviare (rzeka) (1300 km).
Klimat: tropikalny wzdłuż wybrzeży i wschodnich równin, chłodniejszy w górach.
Bogactwa naturalne: ropa naftowa, gaz ziemny, węgiel kamienny, rudy żelaza, niklu, cynku, miedzi, złoto, szmaragdy (95% światowej produkcji).

## Regiony przyrodnicze

Regiony przyrodnicze Kolumbii

Kolumbia posiada pięć kontynentalnych regionów przyrodniczych i jeden region morski:
- Region Amazoński: stanowi południową część wschodniej Kolumbii, jest regionem równinnym nisko położonym. Jest częścią Niziny Amazońskiej, nazywa go się również Kolumbijską Puszczą Amazońską.
- Region Andyjski: odpowiada kolumbijskim Andom, włączając andyjskie doliny rzek Cauca i Magdalena.
- Region Karaibski: obejmuje nadbrzeżne niziny kolumbijskiej części Morza Karaibskiego i górotwory, które nie należą do Andów (jak Montes de María i Sierra Nevada de Santa Marta).
- Region Wybrzeża Pacyfiku: obejmuje nadbrzeżne niziny nad Pacyfikiem i górotwory, które nie należą do Andów, w szczególności Serranía del Baudó.
- Region Wyspiarski: obejmuje kolumbijskie wyspy, których nie uważa się za wyspy wybrzeża, jak archipelag San Andrés i Providencia na zachodnim Morzu Karaibskim i wyspę Malpelo na Pacyfiku.
- Region Orinoko: stanowi północną część wschodniej Kolumbii, jest regionem równinnym nisko położonym. Nazywany Niziną Orinoko lub regionem Llanos.

## Historia
Zamieszkane od kilku tysięcy lat przez Indian (m.in. plemiona Czibcza i Arawak) tereny dzisiejszej Kolumbii odkrył dla Europejczyków hiszpański żeglarz Alonso de Hojeda w 1499 roku. W następnym stuleciu tereny te zostały podbite przez Hiszpanów (początek podboju – 1525) i weszły w skład wicekrólestwa Peru, a od roku 1717 w skład wicekrólestwa Nowej Granady (razem z Ekwadorem i Wenezuelą). W roku 1810 wybuchło powstanie przeciwko hiszpańskiej władzy kolonialnej. Powstańcy zdołali nawet 20 lipca (dzień święta narodowego) usunąć wicekróla, ale ostatecznie wojska królestwa ponownie przejęły władzę. Jednak w roku 1819 kraj został zdobyty przez walczące z Hiszpanami wojska Simóna Bolívara. Razem z Wenezuelą Kolumbia utworzyła federację Wielkiej Kolumbii, którą z czasem zasiliły Panama (1821) oraz Ekwador (1822). Federacyjne państwo przetrwało do roku 1830. Po rozpadzie Wielkiej Kolumbii powstało, na obszarze z grubsza odpowiadającemu dzisiejszej Kolumbii, państwo Nowa Granada. Przez znaczną część dziewiętnastego stulecia sytuacja wewnętrzna nie była stabilna. Lata 1831–1840 były zdominowane przez konflikt graniczny z Ekwadorem.

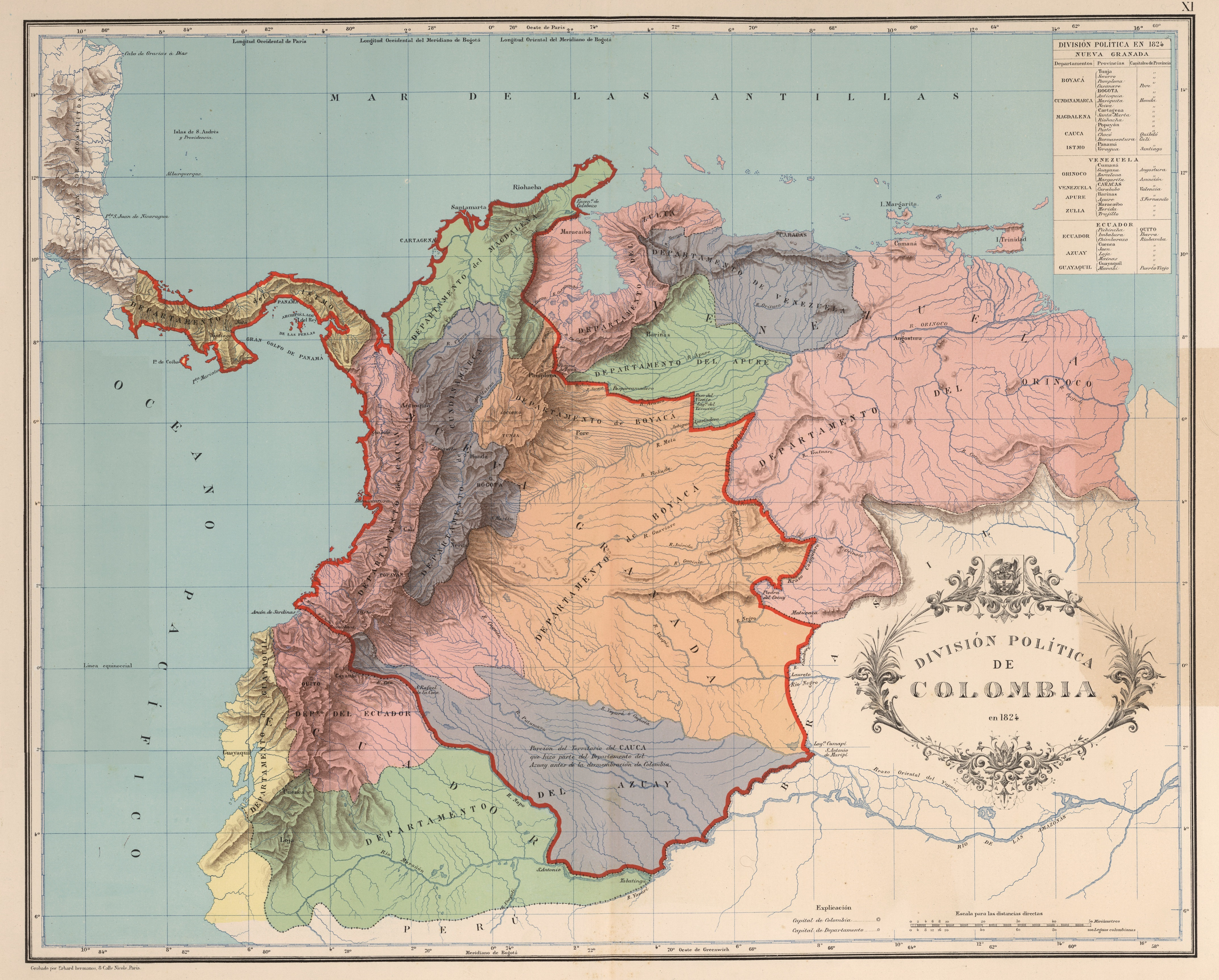
Wielka Kolumbia, 1824

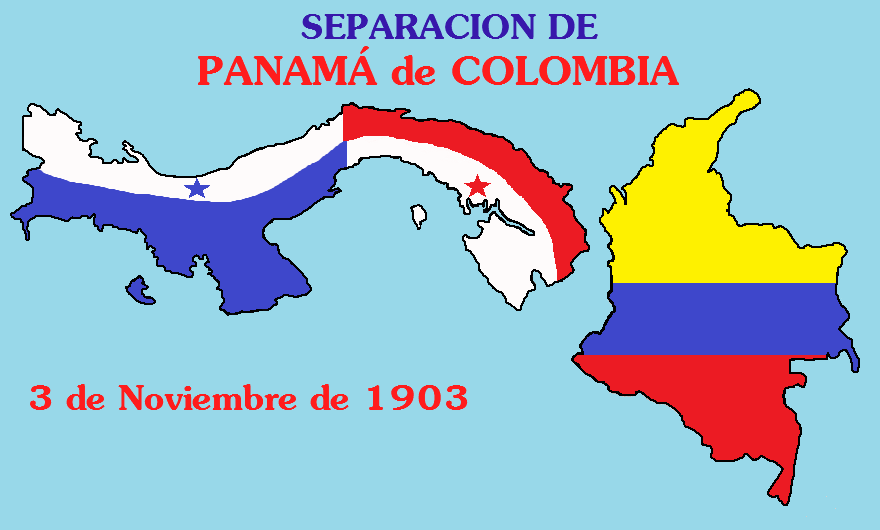
W 1903 roku, wspierana przez Stany Zjednoczone, Panama oddziela się od Kolumbii i staje się republiką

Konstytucją z roku 1858 utworzono konfederację Granadina, którą w 1861 przekształcono w Stany Zjednoczone Nowej Granady, a dwa lata później w Stany Zjednoczone Kolumbii. W okresie przewagi liberałów dokonano szeregu reform, w tym zniesiono w 1852 niewolnictwo i wprowadzono federalistyczną i antyklerykalną konstytucję rok później. W okresie rządów Tomása Cipriano de Mosquery w latach 60. wprowadzono federalistyczny i skrajnie antyklerykalny system rządów. Reformy liberałów starał cofać się konserwatywnie nastawiony Rafael Núñez który objął rządy w 1880 roku i sprawował je przez kolejne czternaście lat. W roku 1885 w wyniku antyfederalistycznej rewolucji kraj przekształcono w republikę Kolumbii. Trwające dziesiątki lat zatargi między liberałami (promowali federalizm i rozdział Kościoła od państwa) a konserwatystami (optowali za centralizacją i silną pozycją Kościoła) wywołały ostatecznie tzw. wojnę 1000 dni (1899-1902), która skończyła się zwycięstwem konserwatystów. W wojnie zginęło około 100 tysięcy mieszkańców Kolumbii. Po zwycięstwie konserwatyści przyjęli program modernizacji kraju.
W roku 1903 od Kolumbii oderwała się Panama. Wywołało to poważny konflikt dyplomatyczny z USA, które wspierały secesję. Konflikt zakończył się w 1914 roku i w późniejszych latach wpływy USA w Kolumbii rosły. Podczas I wojny światowej Kolumbia pozostała neutralna. Władzę przez wiele lat sprawował dyktatorski prezydent wywodzący się z konserwatywnych kręgów, Rafael Reyes. Reyes w trakcie swoich rządów realizował program reform wzorowanych na Meksyku Porfirio Díaza. Okres konserwatywnych rządów związany był z inwestycjami gospodarczymi oraz wzrostem wpływów Stanów Zjednoczonych na sytuację Kolumbii. W roku 1930 po raz pierwszy od wojny 1000 dni władzę przejęli liberałowie. Za ich czasów największym problemem wewnętrznym w kraju był konflikt między chłopami i właścicielami ziemskimi, podczas którego dochodziło m.in. do walk uzbrojonych oddziałów obu stron. W 1934 doszło do starć nadgranicznych z Peru o miasto Leticia, które Liga Narodów przyznała później Kolumbii. W 1943 roku Kolumbia wypowiedziała wojnę państwom osi, a rok po zakończeniu II wojny światowej władzę, dzięki podziałom wśród liberałów, odzyskali konserwatyści.
W roku 1948 zamordowany został przywódca obozu liberalnego Jorge Eliécer Gaitán. Wznieciło to tlącą się cały czas w kraju wojnę domową (La Violencia). Konflikt trwał do 1958 roku, a w jego wyniku zginęło 300 tys. osób, w większości chłopów i robotników mieszkających na wsi. W roku 1953 rządy przejął, w wyniku zamachu stanu, generał Gustavo Rojas Pinilla który próbując zakończyć wojnę stale wzmacniał armię. Kraj pogrążał się w korupcji. Rządy junty doprowadziły do zawarcia sojuszu między konserwatystami i liberałami (Front Narodowy), którzy wsparli pucz w 1957. Odwieczni wrogowie przejęli władzę, którą wspólnie sprawowali aż do 1974 roku. Sojusz konserwatystów i liberałów nie potrafił jednak sprostać pogarszającej się sytuacji gospodarczej (m.in. wysoka inflacja).
W końcu lat 60. w Kolumbii pojawiły się dwie lewicowe organizacje partyzanckie FARC i ELN, a w roku 1970 dołączył do nich Ruch 19 Kwietnia (M-19). Partyzanci cieszyli się poparciem głównie wśród ubogiej części społeczeństwa. Często po stronie partyzantów stawali również duchowni. Na korzyść partyzantów wpływała sytuacja ekonomiczno-społeczna kraju, do lat 60. w kraju żyło ponad 400 tys. bezrolnych rodzin, a od 1961 roku ich liczba corocznie wzrastała o 40 tys. W tym samym okresie brak podstawowej opieki medycznej i niedożywienie spowodowały wzrost śmiertelności noworodków i częstości występowania chorób. W 1970 roku, 77% gruntów wchodziło do latyfundiów, czyli gospodarstw zajmujących powierzchnię sięgającą ponad 50 hektarów. W 1971 roku 70% gruntów należało do 5,7% obywateli. W roku 1974 liberalno-konserwatywny sojusz rozpadł się. Przy władzy pozostali liberałowie, ale w roku 1982 przegrali wybory. Cztery lata później odzyskali władzę. Podejmowane w latach 80. próby zakończenia wojny spełzły na niczym (m.in. próby wciągnięcia partyzantów w życie polityczne).

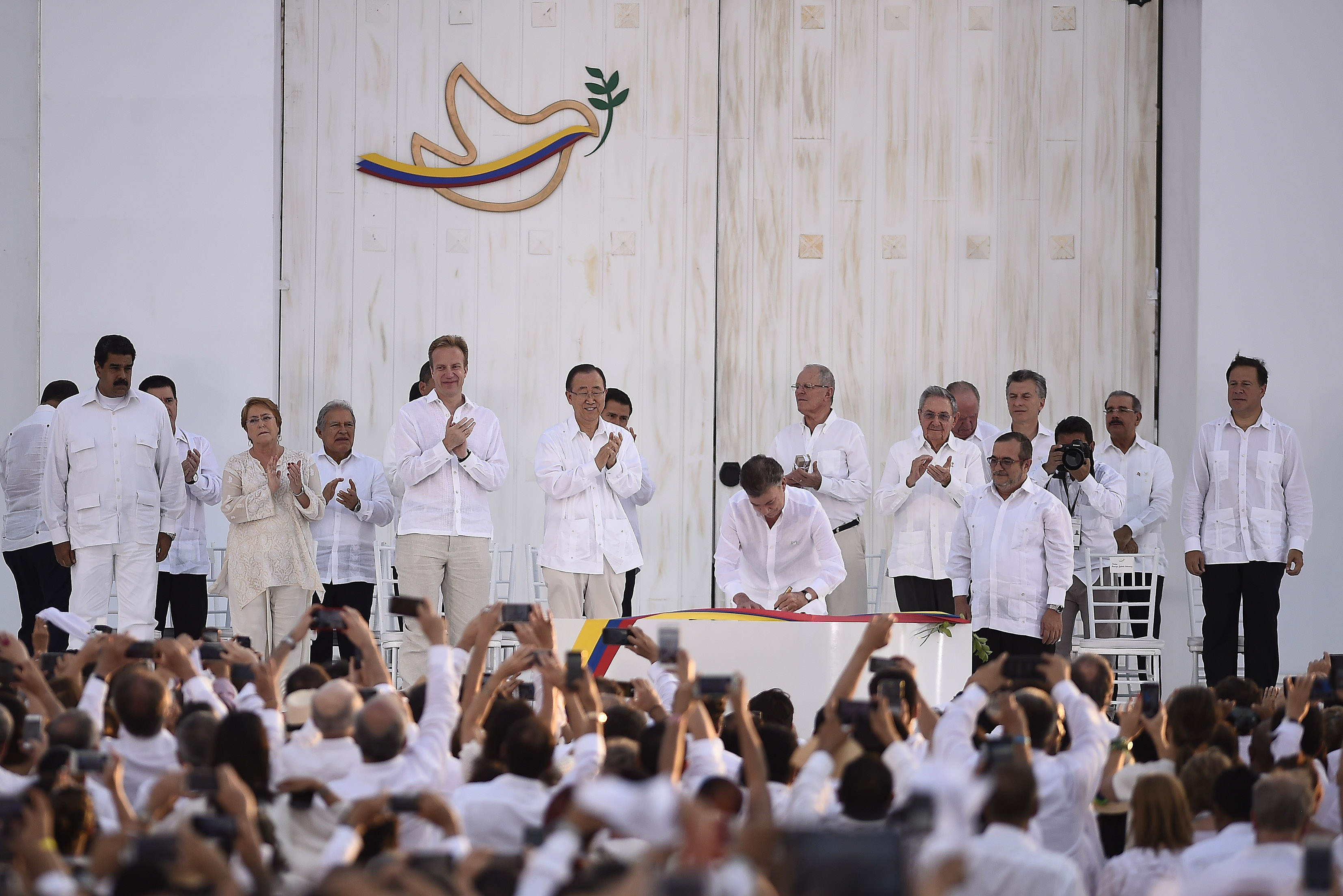
Prezydent Juan Manuel Santos podpisał kolumbijski proces pokojowy z FARC w 2016 roku

W latach 80. pojawiły się bardzo silne i wpływowe gangi narkotykowe (np. kartele z Medellín i Cali). W roku 1987 sześć najsilniejszych ugrupowań partyzanckich utworzyło wspólne kierownictwo w celu koordynowania swoich działań. Wojna stawała się coraz bardziej krwawa i zdarzało się, że w ciągu roku ginęło kilka tysięcy ludzi. W marcu 1990 roku Ruch 19 Kwietnia zaprzestał walki i przekształcił się w legalną partię. Jednak najsilniejsze guerillas FARC i ELN nie podążyły jego śladem. W lipcu 1991 roku weszła w życie nowa konstytucja. W roku 1993 władze Kolumbii wspierane przez USA zdołały rozbić kartel z Medellín. W następnym roku prezydentem kraju został Ernesto Samper Pizano. Mimo że zwalczał handlarzy narkotykami, oskarżono go o branie pieniędzy od kartelu z Cali (oczyszczono go z zarzutu w 1996 roku). Jego administracja była mało efektywna i skorumpowana, ale mimo to zdołała znacznie osłabić kartel w Cali aresztując jego przywódców. W latach 90. do wojny dołączyły prawicowe oddziały paramilitarne – AUC, które zajęły się zwalczaniem lewicowej partyzantki. Klęskę karteli wykorzystały w połowie lat 90. partyzantki wszelkich barw, stając się głównymi producentami narkotyków w regionie. Wprowadzone pod koniec lat 90. przez rządzącego od 1998 roku prezydenta Andrésa Pastrana Arango zawieszenie broni okazało się niepowodzeniem, a przydzielenie FARC w geście dobrej woli własnej strefy wzmocniło jedynie tę organizację. Negocjacje w latach 2000 i 2001 nie przyniosły żadnych pozytywnych efektów. W 2002 roku władze Kolumbii zaostrzyły walkę z uprawami koki, korzystając z silnego wsparcia (broń, pieniądze, instruktorzy) USA. Na skutek wojny domowej zginęło co najmniej 32 tysiące ludzi, co spowodowało, że Kolumbia znajdowała się w czołówce państw o największej liczbie zabójstw i porwań oraz cały czas pozostawała głównym producentem kokainy na świecie.

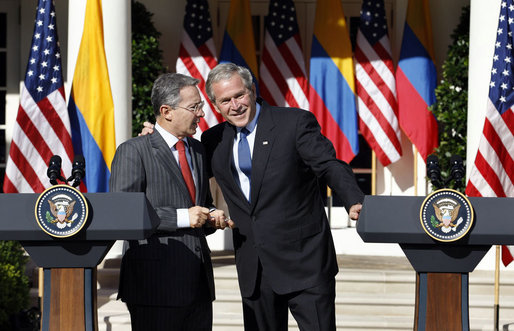
Kolumbijski prezydent Álvaro Uribe i amerykański George W. Bush, 2008

Od 2002 do 2010 prezydentem kraju był neokonserwatysta Álvaro Uribe, w 2006 wybrany na drugą kadencję (to pierwszy taki przypadek w Kolumbii od 100 lat). W 2010 na stanowisku szefa państwa zastąpił go Juan Manuel Santos.
23 czerwca 2016 roku prezydent Kolumbii i dowódca lewicowej partyzantki FARC podpisali w Hawanie (stolicy Kuby) porozumienie kończące definitywnie wojnę domową, która w ciągu przeszło 50 lat kosztowała życie ponad 220 tys. ludzi. FARC rozbroi się do końca 2016 roku.
10 grudnia 2017 roku wysunięto kandydaturę Ivána Duque Márqueza. W pierwszej turze 27 maja 2018 otrzymał 39% głosów. W drugiej turze, 17 czerwca, pokonał Gustavo Petro stosunkiem głosów 54 do 42%. Urząd objął 7 sierpnia.
19 czerwca 2022 roku wybory prezydenckie wygrał Gustavo Petro. Jest pierwszym lewicowym politykiem w historii Kolumbii, który wygrał wybory prezydenckie. Podczas kampanii jako wiceprezydentkę wskazał Francię Márquez, pierwszą afrokolumbijkę piastującą tak wysoki urząd.

## Ustrój polityczny
Zgodnie z konstytucją z 1991 roku Kolumbia jest republiką prezydencką. Głową państwa i zarazem szefem rządu jest prezydent, jest on wybierany w wyborach powszechnych raz na 4 lata. Ciałami ustawodawczymi są dwuizbowy Kongres Narodowy (Izba Reprezentantów (166 deputowanych) i Senat (102 senatorów)), a władzą wykonawczą jest prezydent i odpowiedzialny przed nim rząd.
Przynależność do organizacji międzynarodowych: OECD, ONZ, ALADI, OPA, SELA, Mercosur (członek stowarzyszony) i Pakt Andyjski.

## Podział administracyjny
Kolumbia dzieli się na 32 departamenty (departamentos) oraz dystrykt stołeczny (distrito capital). Lista departamentów (w nawiasach ich stolice):

Departamenty Kolumbii

| 1. Amazonas (Leticia) 2. Antioquia (Medellín) 3. Arauca (Arauca) 4. Atlántico (Barranquilla) 5. Bolívar (Cartagena) 6. Boyacá (Tunja) 7. Caldas (Manizales) 8. Caquetá (Florencia) 9. Casanare (Yopal) 10. Cauca (Popayán) 11. Cesar (Kolumbia) (Valledupar) 12. Chocó (Quibdó) 13. Córdoba (Montería) 14. Cundinamarca (Bogota) 15. Guainía (Puerto Inírida) 16. Guaviare (San José del Guaviare) 17. Huila (Neiva) | 1. La Guajira (Riohacha) 2. Magdalena (Santa Marta) 3. Meta (Villavicencio) 4. Nariño (Pasto) 5. Norte de Santander (Cúcuta) 6. Putumayo (Mocoa) 7. Quindío (Armenia) 8. Risaralda (Pereira) 9. San Andrés i Providencia (San Andrés) 10. Santander (Bucaramanga) 11. Sucre (Sincelejo) 12. Tolima (Ibagué) 13. Valle del Cauca (Cali) 14. Vaupés (Mitú) 15. Vichada (Puerto Carreño) 16. Bogota |

Departamenty dzielą się na gminy (municipios), a one z kolei na corregimientos.

## Siły zbrojne
Kolumbia dysponuje trzema rodzajami sił zbrojnych: wojskami lądowymi, marynarką wojenną oraz siłami powietrznymi. Uzbrojenie sił lądowych Kolumbii składało się w 2014 roku z 1186 opancerzonych pojazdów bojowych. Marynarka wojenna Kolumbii dysponowała w 2014 roku 76 okrętami obrony przybrzeża, 4 fregatami oraz 11 okrętami podwodnymi. Kolumbijskie siły powietrzne z kolei posiadały w 2014 roku uzbrojenie w postaci m.in. 19 myśliwców, 307 samolotów transportowych, 42 samolotów szkolno-bojowych oraz 248 śmigłowców.
Wojska kolumbijskie w 2014 roku liczyły 444,5 tys. żołnierzy zawodowych oraz 62 tys. rezerwistów. Według rankingu Global Firepower (2014) kolumbijskie siły zbrojne stanowią 54. siłę militarną na świecie, z rocznym budżetem na cele obronne w wysokości 12,2 mld dolarów (USD).

Flaga wojsk lądowych
Proporzec marynarki wojennej

## Demografia

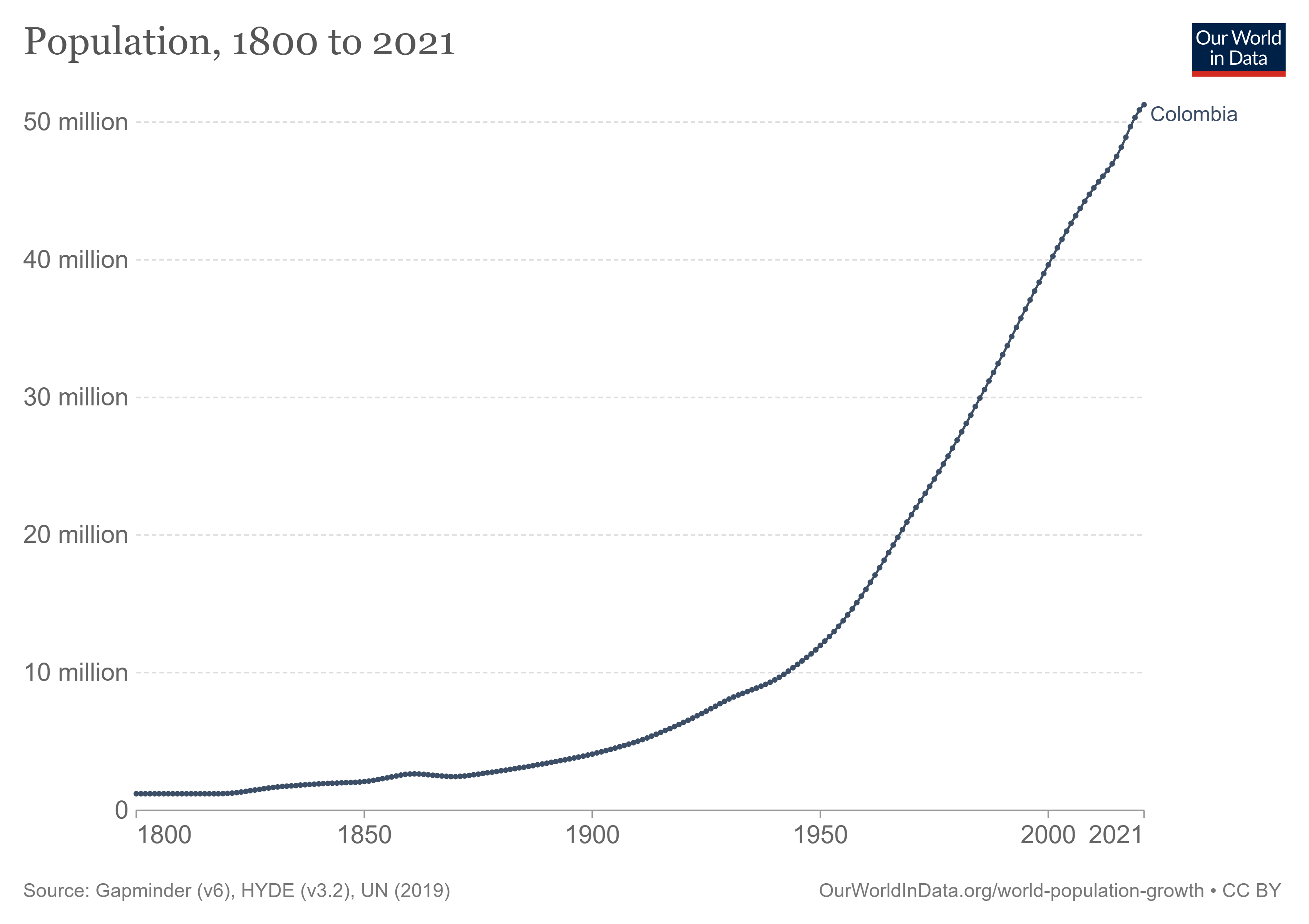
Wzrost liczby ludności od 1800 (w tysiącach osób)

Różnorodność etniczna Kolumbii jest rezultatem metysażu (mieszania ras) Indian, hiszpańskich kolonizatorów i afrykańskich niewolników, co doprowadziło do powstania społeczeństwa metyskiego, białego, czarnego oraz tubylczego. Proporcje tych grup etnicznych różnią się w zależności od regionów. Zaznacza się również obecność imigrantów z innych grup etnicznych, takich jak arabskiej (zwłaszcza na wybrzeżu karaibskim), żydowskiej (kolumbijska wspólnota żydowska przekracza 8000 osób), chińskiej i z krajów europejskich (Hiszpania, Włochy, Wielka Brytania, Niemcy), jak również z innych państw latynoamerykańskich (Ekwador, Argentyna, Peru, Antyle). Według danych z 2018 roku Metysi i Biali stanowią 87,6% mieszkańców, Afrokolumbijczycy 6,6%, 4,3% to rdzenni Amerykanie.

### Ludność

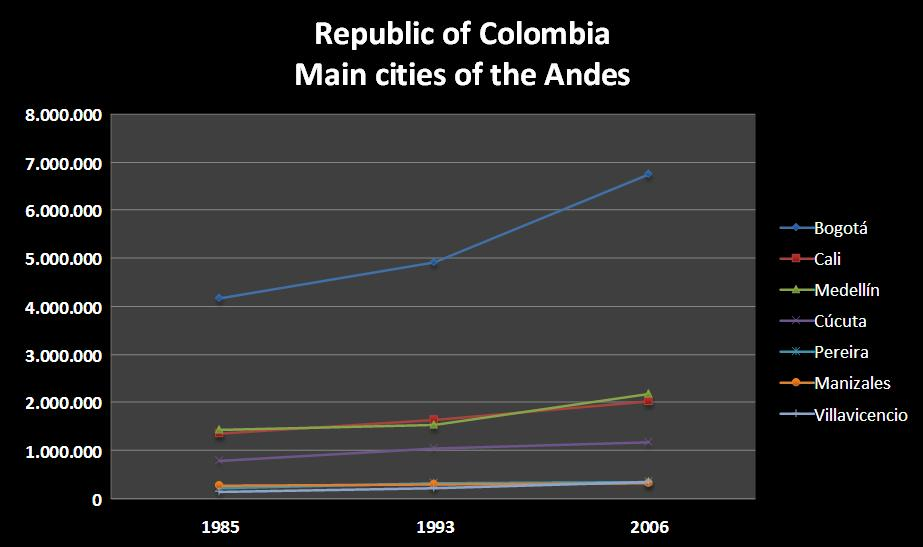
Liczba ludności głównych miast andyjskich los Andes Colombianos

Kolumbia jest trzecim krajem Ameryki Łacińskiej o największej liczbie ludności, z 45 milionami mieszkańców, po Brazylii i Meksyku. Ruch ludności ze wsi do miast jest znaczący. Ludność miejska wzrosła z 28% w 1938, do 57% w 1951 i do 76% w 2005 r. Trzydzieści miast posiada liczbę ludności przekraczającą 100 000 mieszkańców.

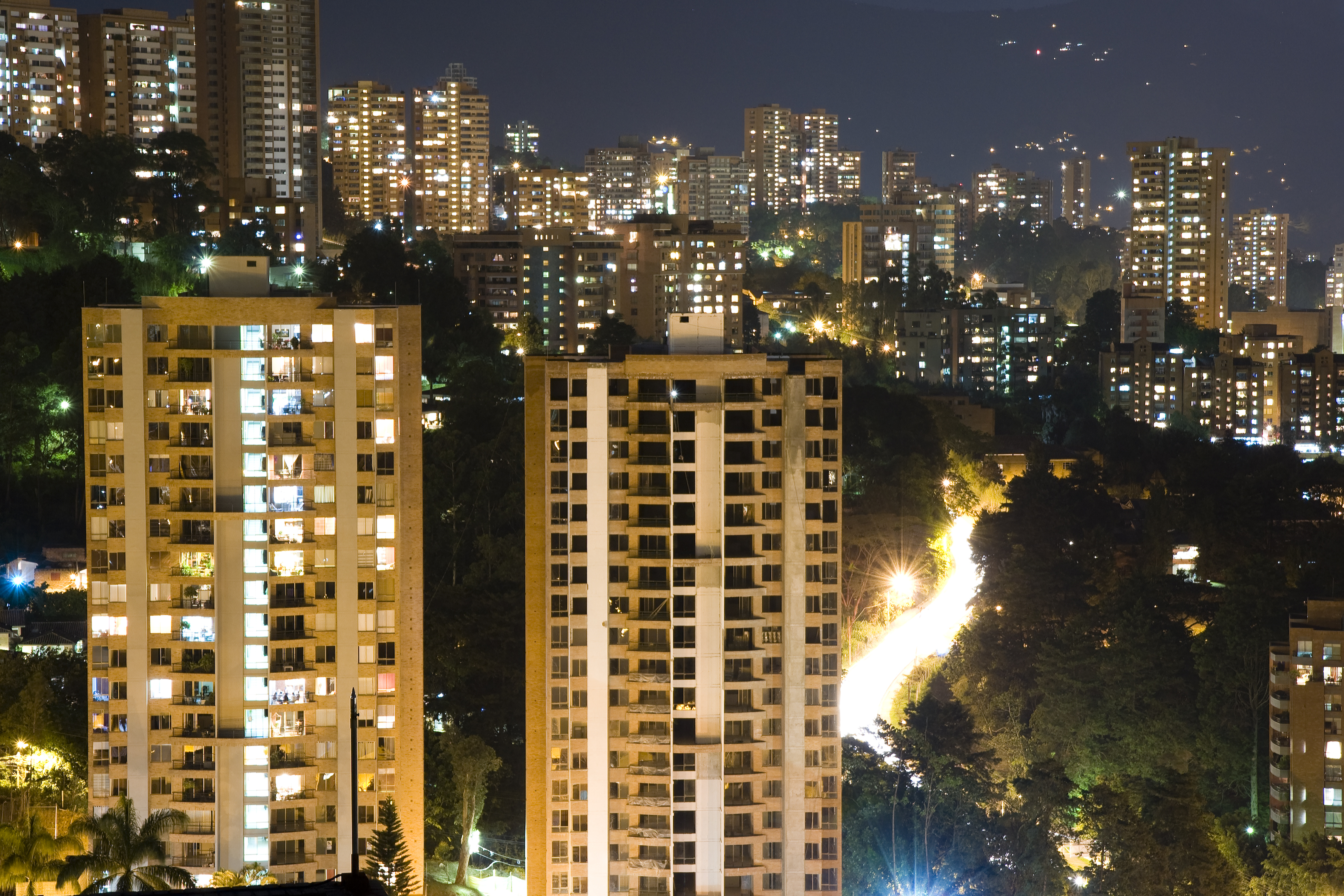
Medellín

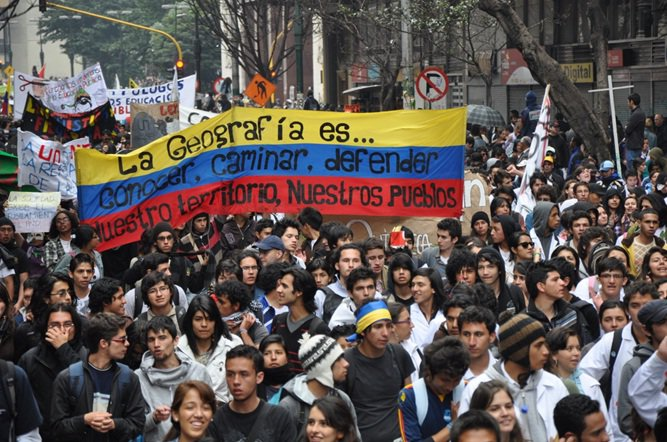
Kolumbijczycy

Większe miasta: Bogota, Medellín, Cali, Barranquilla, Cartagena, Cúcuta.
Struktura wiekowa Kolumbijczyków:
dane na podstawie wyników spisu narodowego z 30 czerwca 2005
- 0–4 lat: 4 108 861
- 5–9 lat: 4 295 913
- 10–14 lat: 4 339 046
- 15–19 lat: 3 933 754
- 20–24 lat: 3 641 839
- 25–29 lat: 3 280 767
- 30–34 lat: 2 917 290
- 35–39 lat: 2 919 161
- 40–44 lat: 2 732 504
- 45–49 lat: 2 291 308
- 50–54 lat: 1 835 340
- 55–59 lat: 1 450 658
- 60–64 lat: 1 104 733
- 65–69 lat: 921 054
- 70–74 lat: 702 518
- 75–79 lat: 504 438
- 80–84 lat: 278 875
- 85 i więcej lat: 210 325

łącznie: 41 468 384

### Religia

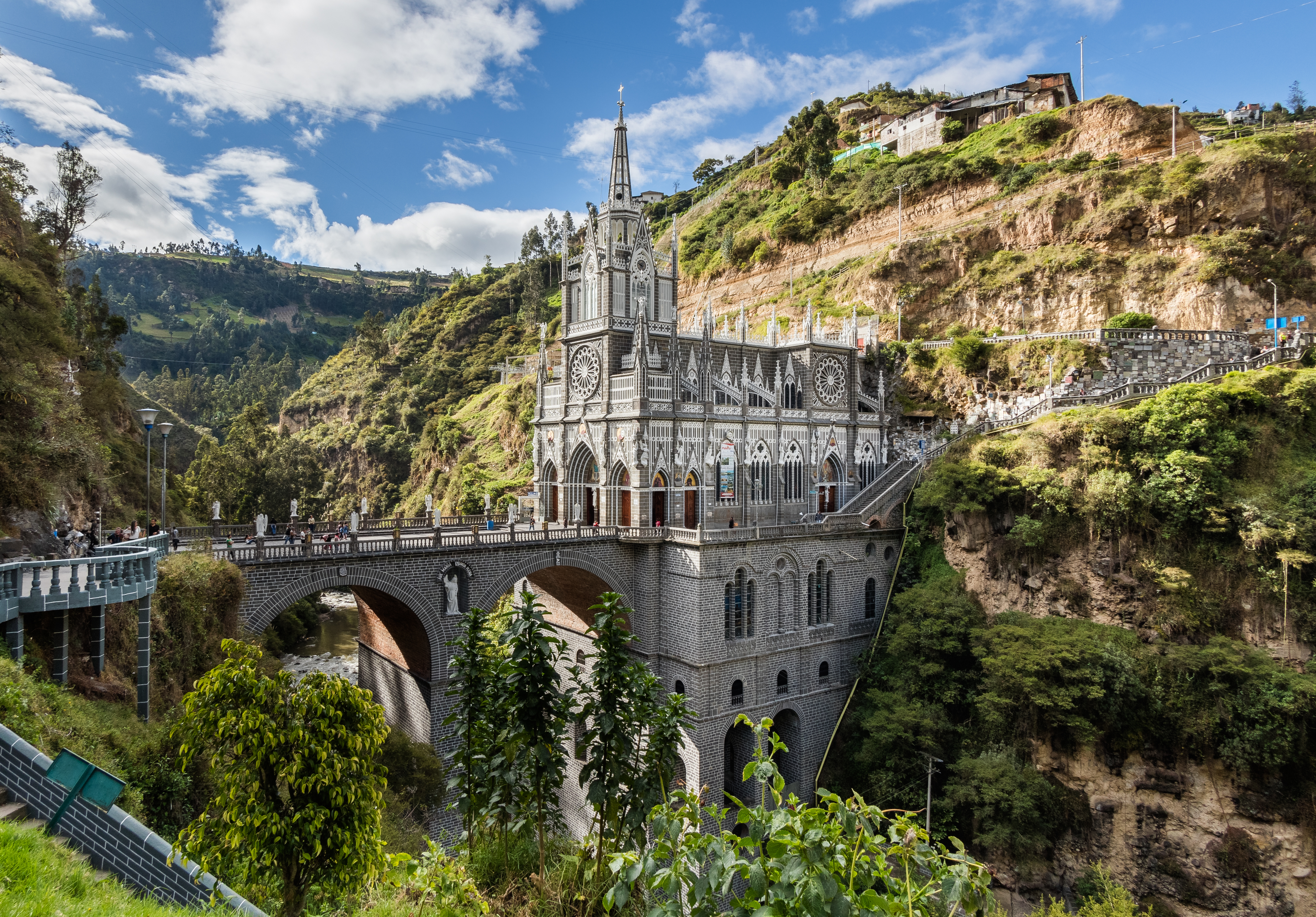
Bazylika Las Lajas

Struktura religijna kraju w 2022 roku według World Christian Database:
- katolicyzm – 85,7%,
- protestantyzm i niezależne kościoły – 8,8% (głównie zielonoświątkowcy, ale także adwentyści dnia siódmego, wolne kościoły, uświęceniowcy, baptyści i inni),
- brak religii – 3,0%,
- tradycyjne religie plemienne – 0,62%,
- mormoni – 0,42%[20],
- Świadkowie Jehowy – 0,37%,
- bahaizm – 0,16%,
- islam – 0,05%,
- inne religie – 1,1%.

Według innych badań protestanci stanowią większy odsetek społeczeństwa kosztem katolicyzmu. Np. według CIA z 2014 roku katolicy stanowią 79% populacji, podczas gdy do protestantyzmu przyznaje się 14%. Szeroko pojęty ruch charyzmatyczny obejmuje 32,1% populacji.

## Gospodarka
PKB na mieszkańca – 11100 dolarów amerykańskich (w 2013 roku, według parytetu siły nabywczej).
Uprawia się kawę (3. miejsce na świecie po Brazylii i Wietnamie), wydobywa się ropę naftową, jest tu również najwięcej szmaragdów na świecie.

### Emisja gazów cieplarnianych

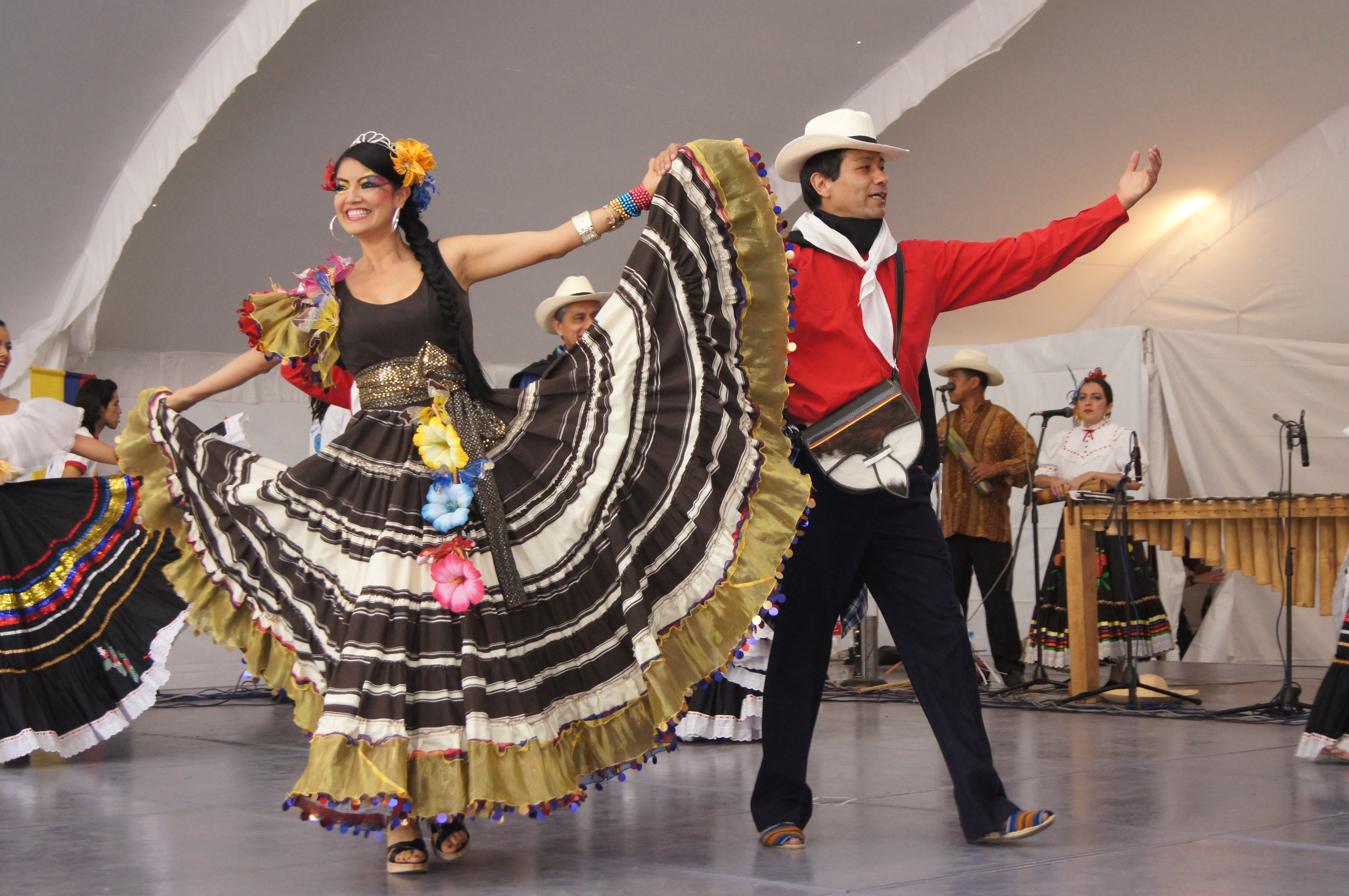
Wystawa Kolumbii baile folklorico

Łączna emisja równoważnika dwutlenku węgla z Kolumbii wyniosła w 1990 roku 131,692 Mt, z czego jedynie 52,311 Mt stanowił dwutlenek węgla. W przeliczeniu na mieszkańca emisja wyniosła wówczas 1,526 t dwutlenku węgla, a w przeliczeniu na 1 dolar PKB 204 kg. Po roku 1990 emisja dwutlenku węgla rosła z pewnymi wahaniami. W 2018 roku emisja dwutlenku węgla pochodzenia kopalnego wyniosła 90,045 Mt, a w przeliczeniu na mieszkańca 1,82 t i w przeliczeniu na 1 dolar PKB 136 kg. W tym okresie za emisję dwutlenku węgla odpowiedzialne były głównie transport i spalanie przemysłowe inne niż energetyczne. Przez cały czas wśród emitowanych gazów cieplarnianych przeważającą większość stanowił metan, choć z czasem udział dwutlenku węgla rósł. Emisje podtlenku azotu zajmują trzecie miejsce.

## Kultura
Z Kolumbii pochodzą piosenkarze: Shakira Isabel Mebarak Ripoll (Shakira), Juan Esteban Aristizábal Vásquez (Juanes) oraz Juan Luis Londoño Arias (Maluma). Kolumbijskim kompozytorem muzyki poważnej był Antonio María Valencia. Kolumbijczykami byli również pisarz Gabriel José de la Concordia García Márquez, który w roku 1982 otrzymał Nagrodę Nobla w dziedzinie literatury, a także filozof i teolog polityczny Nicolás Gómez Dávila. Znanymi pisarzami są też Álvaro Mutis Jaramillo i Laura Restrepo.